# Pseudomiza lyciscaria
Pseudomiza lyciscaria är en fjärilsart som beskrevs av Charles Oberthür 1912. Pseudomiza lyciscaria ingår i släktet Pseudomiza och familjen mätare. Inga underarter finns listade.